# Courbe de Stribeck

Courbe de Stribeck

La courbe de Stribeck est utilisée en tribologie pour expliquer l'évolution de certains phénomènes de lubrification, via les variations du coefficient de frottement, en fonction de divers paramètres pouvant caractériser, par exemple, le démarrage d'un mécanisme abondamment lubrifié. Elle est nommée en l'honneur de Richard Stribeck (en) qui l'a introduite pour la première fois en 1902.

## Caractéristique
Cette courbe présente diverses zones que nous allons successivement examiner en supposant par exemple que les charges et la viscosité sont constantes, la seule variable restante étant la vitesse.

### Lubrification limite
Lorsque le film de lubrifiant absorbé n'est pas assez épais pour séparer les surfaces, l'ensemble de la charge s'applique sur les aspérités et il faut alors vaincre une force tangentielle déterminée par la valeur du coefficient d'adhérence f o, laquelle dépend très peu de la quantité de lubrifiant disponible. Sa valeur dépend des matériaux et de l'état du film absorbé. Lorsque les aspérités des surfaces antagonistes s'entre-choquent, elles rompent le film adsorbé ce qui augmente le coefficient d'adhérence. Dans le cas d'un contact acier-acier, ce coefficient est de 0.1 si le film absorbé est complet et entre 0.2 et 0.3 s'il est rompu. Dans les deux cas on parle alors de frottement sec.

### Lubrification mixte
Elle a longtemps été appelée lubrification onctueuse.
Lorsque le mouvement débute, on constate que le coefficient de frottement diminue d'abord très vite, puis de plus en plus lentement, et la courbe représentative prend peu ou prou des allures hyperboliques sans que l'on puisse la faire correspondre à une formule définie autrement que par un ensemble de points expérimentaux. Le film de lubrifiant remplit alors les cavités des irrégularités d'état de surface. Le sommet de ces irrégularités s'entre-choquent au cours du glissement relatif. Le coefficient d'adhérence est alors généralement compris entre 0.3 et 0.05 mais peut atteindre des valeurs plus basses.
Le point C, dit point critique, correspond à la valeur critique Zc du coefficient Z pour laquelle le coefficient de frottement passe par un minimum f m dont l'ordre de grandeur peut aller de quelques centièmes à des valeurs aussi basses que quelques millièmes.
Classiquement les frottements mixtes se modélisent ainsi:
où {\displaystyle f_{L}} est le coefficient d'adhérence limite, {\displaystyle f_{H}} le coefficient d'adhérence hydrodynamique et α est le coefficient de répartition qui est obtenu statistiquement car son évolution n'est pas linéaire à l'épaisseur du film.

### Lubrification hydrodynamique
Au-delà du point C, le coefficient de frottement varie selon une loi parabolique, du moins tant que l'écoulement du fluide sous le patin reste laminaire. L'axe de cette parabole est horizontal, ce qui signifie que lorsque le régime hydrodynamique est bien établi, f varie comme la racine carrée de Z. Le coefficient de frottement peut de ce fait atteindre des valeurs très élevées, éventuellement bien supérieures à celle du coefficient d'adhérence.